# Campionati italiani di triathlon lungo del 2011
I Campionati italiani di triathlon lungo del 2011 sono stati organizzati dalla Federazione Italiana Triathlon e si sono tenuti a Candia Canavese in Piemonte, in data 15 maggio 2011.
Tra gli uomini si è laureato campione d'Italia Domenico Passuello (Forhans Team), mentre la gara femminile è andata a Edith Niederfriniger (Sport Club Merano Triathlon).
La gara maschile, tuttavia, è stata vinta dallo svizzero Igor Nastic.

## Risultati

### Élite uomini
| Pos. | Atleta             | Società sportiva        | Nuoto    | Bici     | Corsa    | Totale   |
| ---- | ------------------ | ----------------------- | -------- | -------- | -------- | -------- |
|      | Igor Nastic        | Forhans Team            | 00:46:44 | 02:59:54 | 01:51:02 | 05:39:45 |
|      | Domenico Passuello | Forhans Team            | 00:51:07 | 02:54:47 | 01:55:19 | 05:43:52 |
|      | Matteo Annovazzi   | Peperoncino Team        | 00:49:26 | 03:09:21 | 01:50:09 | 05:50:41 |
| 4    | Leonardo Simoncini | Forhans Team            | 00:49:25 | 03:09:14 | 01:51:58 | 05:52:18 |
| 5    | Luca De Paolis     | Forhans Team            | 00:57:58 | 03:07:06 | 01:54:52 | 06:02:29 |
| 6    | Alberto Roviera    | Peperoncino Team        | 00:55:20 | 03:10:47 | 01:55:15 | 06:03:46 |
| 7    | Gabriele Mazzetta  | Peperoncino Team        | 00:48:35 | 03:10:10 | 02:02:55 | 06:03:59 |
| 8    | Stefano Paoli      | Peperoncino Team        | 00:49:23 | 03:08:47 | 02:03:47 | 06:04:44 |
| 9    | Fermo Bernasconi   | A Team                  | 00:51:03 | 03:11:30 | 02:04:47 | 06:10:24 |
| 10   | Antonello Toniolo  | Varese Triathlon        | 00:59:26 | 03:11:56 | 01:57:45 | 06:12:07 |
| 11   | Riccardo Alvano    | T.D. Rimini             | 00:59:32 | 03:14:06 | 01:59:42 | 06:15:31 |
| 12   | Marco Micheli      | Triathlon Colli Velo    | 00:51:10 | 03:22:09 | 01:59:29 | 06:15:35 |
| 13   | Gabriele Rebonato  | Canottieri Mincio       | 00:51:39 | 03:17:58 | 02:03:21 | 06:15:54 |
| 14   | Massimo Strada     | T.D. Rimini             | 00:49:29 | 03:15:01 | 02:12:10 | 06:18:47 |
| 15   | Ezio Amatucci      | Flipper Ascoli Piceno   | 00:58:49 | 03:14:08 | 02:04:47 | 06:20:36 |
| 16   | Stefano Gregoretti | Triathlon Team Riccione | 00:55:58 | 03:15:26 | 02:07:24 | 06:21:16 |
| 17   | Federico Banti     | Canottieri Mincio       | 00:51:09 | 03:27:27 | 02:00:46 | 06:21:57 |
| 18   | Massimo Torsani    | T.D. Rimini             | 00:58:48 | 03:12:12 | 02:07:50 | 06:22:28 |
| 19   | Alessandro Bossini | SBR3 Triathlon          | 00:51:02 | 03:21:12 | 02:11:01 | 06:25:45 |
| 20   | Carlo Biaggioni    | Padova Triathlon        | 00:51:14 | 03:24:45 | 02:08:24 | 06:27:08 |

### Élite donne
| Pos. | Atleta               | Società sportiva             | Nuoto    | Bici     | Corsa    | Totale   |
| ---- | -------------------- | ---------------------------- | -------- | -------- | -------- | -------- |
|      | Edith Niederfriniger | Sport Club Merano Triathlon  | 00:51:09 | 03:27:28 | 02:06:26 | 06:28:10 |
|      | Maria Alfonsa Sella  | T.D. Rimini                  | 00:55:51 | 03:34:41 | 02:04:44 | 06:37:39 |
|      | Laura Mazzucco       | Alba Triathlon               | 01:01:33 | 03:37:36 | 02:10:45 | 06:52:43 |
| 4    | Marta Miglioli       | Triathlon Cremona Stradivari | 00:58:23 | 03:49:12 | 02:11:37 | 07:01:32 |
| 5    | Simona Zaccardi      | T.D. Rimini                  | 01:00:40 | 03:51:51 | 02:21:01 | 07:18:14 |
| 6    | Beverley Gibson      | Alba Triathlon               | 01:00:19 | 04:05:59 | 02:20:16 | 07:31:05 |
| 7    | Federica Ferrari     | Friesian Team                | 01:03:00 | 03:52:40 | 02:33:29 | 07:34:44 |
| 8    | Luisa Fumagalli      | Triathlon Cremona Stradivari | 01:01:33 | 04:13:17 | 02:21:43 | 07:39:50 |
| 9    | Claudia Assirelli    | Surfing Shop Triathlon       | 01:03:24 | 03:58:34 | 02:36:32 | 07:42:42 |
| 10   | Linda Scattolin      | Padova Nuoto Triathlon       | 01:11:57 | 03:48:43 | 02:43:28 | 07:48:45 |
| 11   | Marta Poretti        | Friesian Team                | 01:01:00 | 04:19:31 | 02:22:29 | 07:49:45 |
| 12   | Domenica Guarcello   | Alba Triathlon               | 01:01:40 | 04:07:12 | 02:37:09 | 07:49:55 |
| 13   | Angela Vallarino     | Triathlon Genova             | 00:58:48 | 04:09:44 | 02:49:54 | 08:05:03 |
| 14   | Claudia Vaccari      | Friesian Team                | 01:20:08 | 04:28:27 | 03:05:32 | 08:59:48 |
| 15   | Daria Meinardi       | Torino Triathlon             | 01:02:27 | 04:41:15 | 03:41:05 | 09:36:20 |